# Sextant astronòmic
El sextant astronòmic és un sextant de grans dimensions que s'usa fonamentalment per mesurar les posicions de les estrelles. Actualment han caigut en desús i han estat substituïts per telescopis de trànsits, tècniques astromètriques i satèl·lits artificials com Hipparcos. Hi ha dos tipus de sextants astronòmics, l'instrument mural i l'instrument en muntura.

## Sextant mural

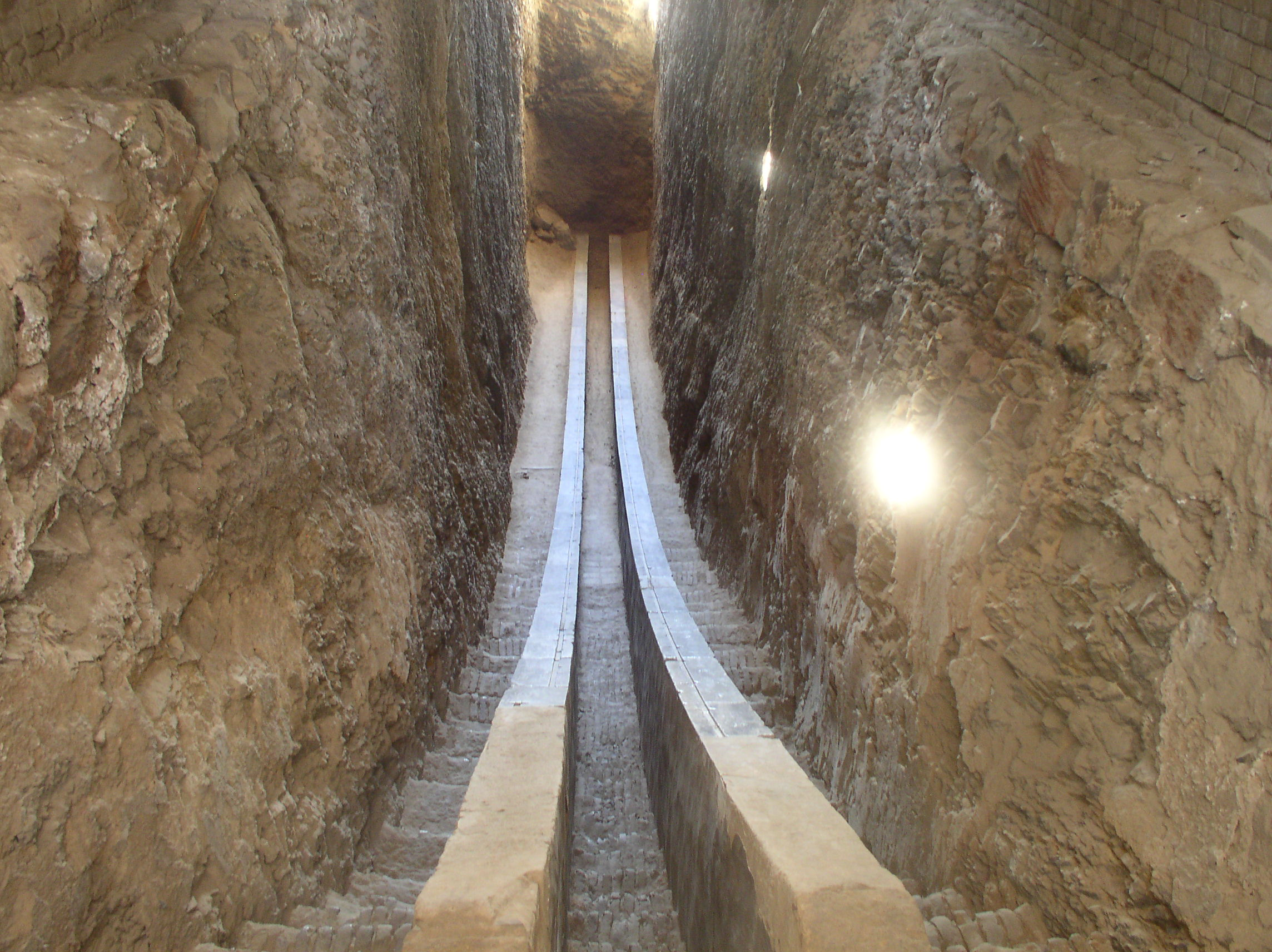
Sextant mural de Ulugh Beg, construït a Samarcanda, Uzbekistan durant el.

El sextant mural és un tipus de Instrument mural. Molts van ser construïts de manera que eren quadrants més que sextants. Els musulmans de l'edat mitjana es van especialitzar a construir-los i a ells se'ls atribueix ser els pioners.
El primer sextant mural conegut va ser construït a Rayy, Iran per Abu-Mahmud al-Khujandi a 994. Per a mesurar l'obliqüitat de l'eclíptica, Al Khujandi va inventar un instrument que va anomenar sextant al-Fakhri (al-Suds l'Fakhri), en referència al seu patró, el sobirà  Buwayida, Fakhr al Dawla (976-997). La major millora incorporada al sextant al-Fakhri respecte als instruments anteriors va ser permetre la lectura de segons d'arc mentre que la resta d'instruments només permetien llegir graus o minuts de arco. Esto va ser confirmat per Al Biruni, l'Marrakushi i al Kashi. Aquest instrument era un arc de seixanta graus en una paret alineat al llarg de la meridiana (línia nord-sud). L'instrument d'Al Khujandi era més gran que els instruments previs amb un radi de al voltant dels vint metres.
- Ulugh Beg va construir el sextant Fakhri que té un radi de 40,4  m, el principal instrument del seu tipus en el segle xvi. L'arc va ser construït finament amb una escala a cada costat per permetre l'accés als assistents que realitzaven les mesures.

## Sextant de muntura

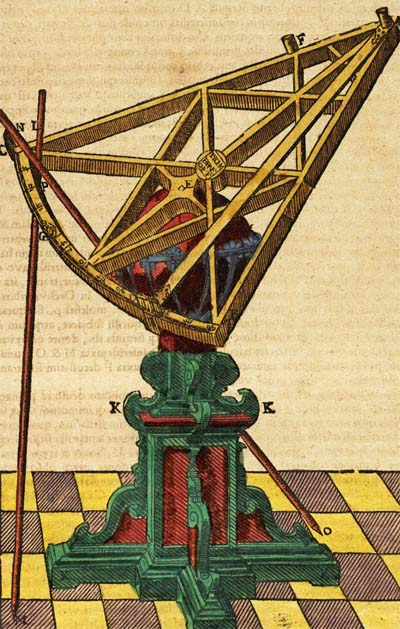
Sextant de Tycho Brahe utilitzat per a mesurar distàncies angulars entre estrelles.

Un sextant basat en una gran muntura metàl·lica té l'avantatge respecte a l'instrument mural que pot usar-se en qualsevol orientació. Això permet realitzar mesures de distàncies anculares entre cossos astronòmics.
Aquests instruments difereixen substancialment d'un  sextant per a navegació que aquest últmo és un instrument reflectant. El sextant per a navegació utilitza miralls per portar la imatge del sol, la lluna o les estrelles a l'horitzó i així mesurar l'alçada de l'objecte. Degut a l'ús de miralls, l'angle mesurat és dues vegades la longitud de l'arc de l'instrument. Llavors, el sextant per a navegació mesura fins a 120 ° utilitzant un arc en l'instrument de 60 °. En comparació, el sextant astronòmic són grans i mesuren els angles directament - un arc de 60 ° mesurarà com a molt 60 °.

### Construcció
Els grans sextants estan fets bàsicament de fusta, llautó o una combinació de tots dos. La muntura és prou pesada com per mantenir-se ferma i permetre mesures precises sense flexions que puguin comprometre la qualitat de les observacions. La muntura se situa en una estructura que la manté en posició mentre s'utilitza. En alguns casos, la posició del sextant s'ha d'ajustar per a permetre mesures en qualsevol orientació. A causa de la mida i el pes de l'instrument cal posar atenció en l'equilibrat per permetre moure amb facilitat.
Les observacions es feien típicament amb una alidada encara que les versions més modernes usaven un telescopi. En alguns casos, un sistema de contrapesos i politges permetia manipular l'instrument a l'observador malgrat la seva mida.

### Ús

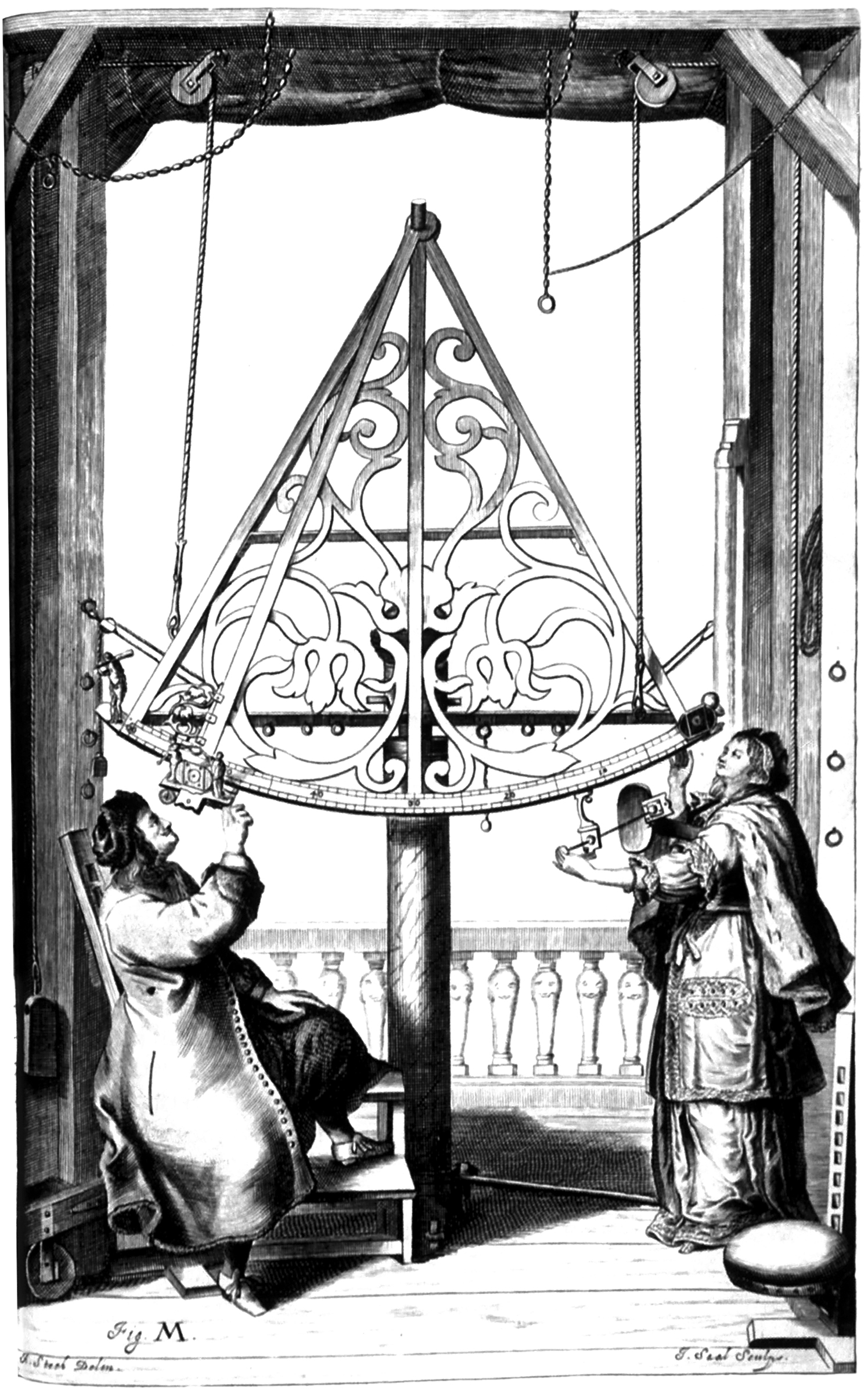
Johannes i Elisabetha Hevelius observant amb el sextant.

Aquests instruments es fan servir pràcticament com els instruments més petits, amb més esforç a causa del més gran. Alguns dels instruments podien necessitar més d'una persona per manejar-los.
Si el sextant romania fix en una posició, només era necessari determinar la posició de la alidada o d'un índex semblant. En aquest cas, l'observador movia la alidada fins que l'objecte d'interès estava centrat en la línia de visió i llavors llegia la graduació marcada a l'arc.
Per instruments que podien moure's el procés era més complex. Calia mirar l'objecte amb dues línies. La vora de l'instrument solia tenir una mira i l'instrument era alineat amb un dels dos objectes d'interès. Llavors la alidada s'alineava amb el segon objecte. Quan cada objecte era centrat en una mira es podia realitzar la mesura. Atès que tractar d'observar una estrella (que es desplaça al cel) amb un instrument tan gran per a una persona resultava complicat generalment existia un assistent que ajudaven en les mesures.

### Sextants de muntura famosos
- Tycho Brahe va usar un sextant per a moltes de les seves mesures astronòmiques.[cal citació]
- Johannes Hevelius va usar un sextant amb una mira particularment enginyosa per permetre mesures precises de les posicions de les estrelles.[cal citació]
- John Flamsteed, el primer astrònom reial va usar un sextant al Reial Observatori de Greenwich[cal citació]